# Dysschema nubila
Dysschema nubila är en fjärilsart som beskrevs av Walker 1854. Dysschema nubila ingår i släktet Dysschema och familjen björnspinnare. Inga underarter finns listade i Catalogue of Life.